# Huỳnh Tấn Phát
Huỳnh Tấn Phát (1913 – 1989) là Chủ tịch Cộng hòa miền Nam Việt Nam (1969 – 1976), Phó Thủ tướng, Phó Chủ tịch Hội đồng Nhà nước Cộng hòa Xã hội Chủ nghĩa Việt Nam. Ông là tác giả của cờ nửa đỏ nửa xanh (cờ Mặt trận Dân tộc Giải phóng Miền Nam Việt Nam).

## Tiểu sử
Kiến trúc sư Huỳnh Tấn Phát sinh ngày 15 tháng 2 năm 1913, tại xã Châu Hưng, huyện Bình Đại, tỉnh Mỹ Tho (nay thuộc tỉnh Bến Tre). Khi đến tuổi học trung học, ông lên Sài Gòn học trường Pétrus Ký. Năm 1933, ông thi vào học khóa 8 Trường Cao đẳng Mỹ thuật Đông Dương và tốt nghiệp thủ khoa năm 1938. Cuối năm 1938 khi vừa có tấm bằng kiến trúc sư (đỗ thủ khoa), ông trở về Sài Gòn và làm việc tại văn phòng kiến trúc sư Chauchon, người Pháp tại số 68-70 đường Mayer.
Năm 1940, ông là kiến trúc sư Việt Nam đầu tiên mở văn phòng kiến trúc tư ở Sài Gòn. Năm 1941, ông đoạt giải nhất cuộc thi thiết kế khu Trung tâm hội chợ triển lãm Đông Dương do Toàn quyền Đông Dương Jean Decoux tổ chức.
Các biệt thự do kiến trúc sư Huỳnh Tấn Phát thiết kế trước năm 1943 ở Sài Gòn đến nay vẫn còn giữ nguyên vẻ đẹp cổ kính rất phù hợp với khí hậu nóng, ẩm phương nam. Một số biệt thự vẫn còn đến ngày nay như Biệt thự số 7 Lê Duẩn; biệt thự số 151 Nguyễn Đình Chiểu; biệt thự số 6 Nguyễn Huy Lượng...
Trước Cách mạng tháng Tám 1945, ông là chủ nhiệm báo Thanh Niên, hoạt động trong phong trào Thanh niên Tiền Phong, truyền bá quốc ngữ, cứu tế nạn đói ở Nam Bộ. Ông được bí mật kết nạp vào Đảng Cộng sản Đông Dương ngày 5 tháng 3 năm 1945. Cách mạng tháng Tám bùng nổ, ông cùng một số trí thức Nam Bộ tham gia cướp chính quyền ở Sài Gòn-Chợ Lớn. Ông đã thiết kế và chỉ đạo thực hiện công trình Kỳ đài cao 15 m ghi tên 11 vị trong Lâm ủy Nam Bộ tại ngã tư Nguyễn Huệ - Lê Lợi chỉ trong đêm 24 tháng 8 năm 1945.
Năm 1946, ông được bầu làm đại biểu Quốc hội khóa I Việt Nam Dân chủ Cộng hòa, được bổ sung làm ủy viên dự khuyết Ban Thường trực Quốc hội. Chiến tranh Đông Dương bùng nổ, ông công tác bí mật ở Sài Gòn, bị Pháp bắt giam ở Khám lớn Sài Gòn. Năm 1949, ông ra chiến khu, giữ chức Ủy viên Ủy ban Kháng chiến Hành chính Nam Bộ, Giám đốc Sở Thông tin Nam Bộ, trực tiếp phụ trách Đài phát thanh Tiếng nói Sài Gòn-Chợ Lớn tự do.
Sau Hiệp định Genève chia cắt 2 miền đất nước năm 1954, ông ở lại Sài Gòn, làm việc tại văn phòng của kiến trúc sư Nguyễn Hữu Thiện. Năm 1954, đồ án thiết kế của ông tham dự cuộc thi thiết kế nhà văn hóa dự kiến xây dựng ở Khám lớn Sài Gòn đã đoạt giải II (không có giải I) và Thư viện Sài Gòn (đồng tác giả với Nguyễn Hữu Thiện).
Ông cũng tham gia các phong trào đòi hòa bình, tự do, dân chủ, thống nhất đất nước, đòi thi hành Hiệp định Genève. Năm 1960, ông bí mật thoát ly khỏi Sài Gòn, tham gia Mặt trận Dân tộc Giải phóng miền Nam Việt Nam, giữ chức vụ Phó Chủ tịch kiêm Tổng thư ký Ủy ban Trung ương, đồng thời là Chủ tịch Ủy ban Mặt trận Dân tộc Giải phóng khu Sài Gòn-Gia Định.Tháng 6 năm 1969, ông được Đại hội đại biểu quốc dân miền Nam bầu làm Chủ tịch của Cộng hòa Miền Nam Việt Nam và giữ chức vụ này cho đến ngày nước Việt Nam tái thống nhất hòa bình 1976.
Sau khi Việt Nam thống nhất năm 1976, Kiến trúc sư Huỳnh Tấn Phát được cử làm Phó Thủ tướng Chính phủ kiêm Chủ nhiệm Ủy ban Xây dựng cơ bản Nhà nước, Phó Chủ tịch Hội Kiến trúc sư Việt Nam. Ông làm Trưởng ban chỉ đạo Quy hoạch Thủ đô và Chủ nhiệm đồ án thiết kế xây dựng thủ đô Hà Nội, chỉ đạo và góp ý kiến các dự án thiết kế quy hoạch các đô thị trong cả nước như: Hà Nội, TP. Hồ Chí Minh, Phan Thiết, Nha Trang, Vũng Tàu - Côn Đảo, Tây Ninh...
Ông còn đảm trách các chức vụ: Phó Chủ tịch Hội đồng Nhà nước, Chủ tịch Đoàn Chủ tịch Ủy ban Trung ương Mặt trận Tổ quốc Việt Nam.
Ông mất ngày 30 tháng 9 năm 1989 tại Thành phố Hồ Chí Minh.

## Vinh danh
Tên ông được đặt cho các phố ở Hà Nội (nối đường Cổ Linh với Sài Đồng), thành phố Hồ Chí Minh (nối Trần Xuân Soạn với phà Bình Khánh), Đà Nẵng (đoạn cắt đường 30 tháng 4 với Hồ Nguyên Trừng), Huế (nối đường Nguyễn Hữu Thọ với Lê Minh), Nam Định (nối phố Lê Tiến Phục đến phố Hoàng Văn Thái), Bến Tre - quê hương ông - từ vòng xoay Giao Long lên đến gần thành phố Bến Tre,...
- Ban Chấp hành Trung ương Đảng Cộng sản Việt Nam cùng Tỉnh ủy Bến Tre quyết định tổ chức các hoạt động trọng thể kỷ niệm 110 năm ngày sinh của ông vào tháng 2 năm 2023 tại Bến Tre và Thành phố Hồ Chí Minh
- Tối ngày 13/02/2023, Tỉnh ủy Bến Tre phối hợp cùng Trường Đại học Văn hóa TP.HCM tổ chức Chương trình Nghệ thuật đặc biệt "Người vẽ cờ giải phóng" Kỷ niệm 110 năm ngày sinh đồng chí Huỳnh Tấn Phát.
- Sáng ngày 15/02/2023, Ban Chấp hành Trung ương Đảng Cộng sản Việt Nam cùng Tỉnh ủy Bến Tre tổ chức Lễ dâng hương đồng chí Huỳnh Tấn Phát tại đền thờ (xã Châu Hưng, huyện Bình Đại, tỉnh Bến Tre). Trong sáng cùng ngày, Hội đồng Lý luận Trung ương phối hợp cùng các đơn vị tổ chức Hội thảo Khoa học cấp Quốc gia với chủ đề "Đồng chí Huỳnh Tấn Phát với Cách mạng Việt Nam và quê hương Bến Tre".
- Chiều ngày 15/02/2023, Ban Chấp hành Trung ương Đảng Cộng sản Việt Nam, Quốc hội, Chủ tịch nước, Chính phủ, Ủy ban Trung ương Mặt trận Tổ quốc Việt Nam và Tỉnh ủy Bến Tre long trọng tổ chức Lễ Kỷ niệm 110 năm Ngày sinh Đồng chí Huỳnh Tấn Phát (15/02/1913-15/02/2023), Thủ tướng Chính phủ Phạm Minh Chính cùng các đồng chí Lãnh đạo, Nguyên Lãnh đạo Đảng, Nhà nước tham dự Lễ Kỷ niệm.